# TFX
TFX créée initialement sous la dénomination « NT1 » est une chaîne de télévision généraliste nationale française commerciale privée lancée le 31 mars 2005 par AB Groupe puis rachetée par le Groupe TF1, lui-même détenu par le Groupe Bouygues. Elle est diffusée le 31 mars 2005 sous le nom de NT1, titre qu'elle conserve jusqu'au 30 janvier 2018. La chaîne est retransmise sur la TNT en clair, le câble, le satellite, la télévision par xDSL et Internet.

## Histoire
En juin 2002, AB Groupe présente un dossier de candidature à l'obtention d'une fréquence nationale. Elle propose plusieurs projets, dont NT1, une chaîne de télévision généraliste inspirée de ses aînées RTL9 et AB1. La chaîne est retenue le 10 juin 2003 puis lancée le 31 mars 2005 à 18 h avec les 13 autres premières chaînes gratuites de la TNT.
Fin 2006, le groupe TF1 rachète un tiers d'AB Groupe avec la possibilité d'acquérir à terme la totalité de TMC et de NT1. Le groupe TF1 réalise cette possibilité en juin 2009 et devient, après validation par le CSA et l'Autorité de la concurrence, propriétaire des deux chaînes en juin 2010, qui restent rattachées à TMC Régie.
TF1 décide d'apporter plusieurs modifications, notamment en faisant passer NT1 au format 16/9 en novembre 2010. Elle est la dernière chaîne de la TNT à passer à ce format. De plus, NT1 devient la chaîne du groupe destinée aux jeunes adultes.
Le 19 mai 2015, la chaîne lance sa version en haute définition. Le 26 mai 2015, TF1, TMC, NT1 et HD1 rassemblent leurs sites internet et deviennent un unique site nommé MYTF1.
Le 18 octobre 2017, TF1 annonce que NT1 va être renommée en TFX, changement devenu effectif le 30 janvier 2018 à 20 h 55. Ce nom avait déjà été donné par le groupe TF1 à un projet de chaîne sur le câble et le satellite, qui fusionna en septembre 2000 avec le projet "W9" du groupe M6 pour donner naissance à TF6.
Le 28 février 2022, dans le cadre de la fusion de leurs deux groupes, les groupes TF1 et M6 annoncent être en négociations exclusives avec Altice Média pour la cession de TFX et 6ter.
Le 22 juillet 2022, l’Autorité de la concurrence valide le rachat de 6ter et TFX par Altice Média. Ce rachat reste soumis à la décision que rendra l'Autorité de la concurrence sur le rachat du Groupe M6 par le Groupe TF1.
L'Autorité de la concurrence valide le rachat du Groupe M6 par le Groupe TF1 mais avec des conditions que M6 et TF1 jugent trop strictes. Ces derniers abandonnent leur projet de fusion et les chaînes mise en vente TFX et 6ter restent respectivement la propriété du Groupe TF1 et du Groupe M6.
En 2024, TFX est candidate au renouvellement de sa fréquence TNT dont la licence arrive à échéance en 2025. La chaîne est auditionnée le 9 juillet 2024 par l'Arcom.

## Identité graphique

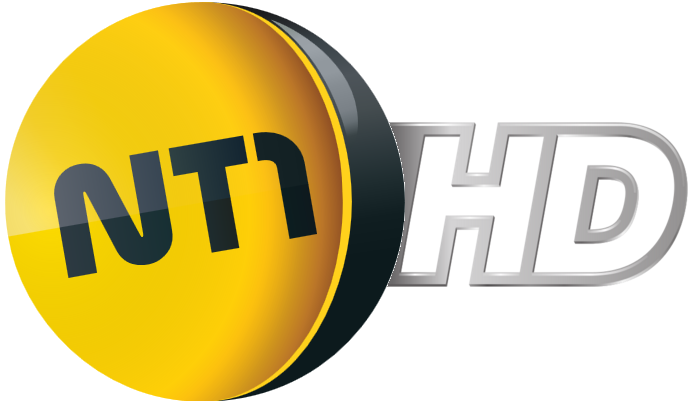
Logo de NT1 HD sur la TNT en avril 2016.

Logo de NT1 du 31 mars 2005 au 23 août 2008.
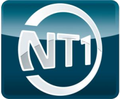
Logo de NT1 du 23 août 2008 au 3 septembre 2012.
Logo de NT1 du 3 septembre 2012 au 30 janvier 2018.
Logo de TFX depuis le 30 janvier 2018.

Autres logos

## Organisation

### Dirigeants
Présidents :
- Claude Berda : du 31 mars 2005 à mai 2010
- Nonce Paolini : de mai 2010 au 19 février 2016
- Gilles Pélisson : du 19 février 2016 au 12 février 2023
- Rodolphe Belmer : à partir du 13 février 2023

Directeurs Généraux :
- Grégory Samak : 02/2005 - 21/07/2005
- Denis Bortot : 21/07/2005 - 05/2010
- Caroline Got : mai 2010 - 21/08/2015
- Céline Nallet : depuis le 11/09/2015

### Capital
De 2005 à 2010, NT1 est éditée par ABSat S.A. au capital de 24 millions d'euros, filiale télévision détenue à 100 % par AB Groupe. Le 4 décembre 2006, le Groupe TF1 entre à hauteur de 33,5 % dans le capital d'AB Groupe et entame le rachat de 100 % de NT1 en mai 2009, jusqu'à finalisation au début de l'année 2010, après avis du CSA[réf. nécessaire].
TFX est une société par actions simplifiée au capital social de 8 351 376 €, immatriculée le 24 décembre 2002 au registre du commerce et des sociétés de Bobigny sous le no 444592216, et détenue à 100 % par le Groupe TF1.

### Siège
Le premier siège de NT1 est situé dans les locaux d'AB Groupe au 132 Avenue du Président Wilson à La Plaine Saint-Denis, d'où la chaîne est alors diffusée. À la suite de son rachat par le Groupe TF1, la chaîne est diffusée depuis la régie de TMC au 6 Quai Antoine 1er à Monaco depuis le 10 novembre 2010 et son siège est situé dans la tour TF1 au 1 quai du Point-du-Jour à Boulogne-Billancourt. À partir du 26 janvier 2015, le groupe TF1 prend le contrôle de la régie publicitaire de TMC et NT1. Parmi les atouts dont dispose dès lors le groupe privé, la possibilité de faire programmer un même programme de TF1 sur plus d'une chaîne, formule interdite jusqu'alors. Autre opportunité, celle de proposer des écrans publicitaires couplés sur ses quatre antennes gratuites (TF1, HD1 (devenue TF1 Séries Films), NT1 (devenue TFX) et TMC).

## Programmes
TFX propose une programmation généraliste 24 heures sur 24 (films, séries, magazines, information, dessins animés, sport) issue du catalogue de programmes du Groupe TF1. La chaîne propose également plusieurs rendez-vous sportifs (Handball et Football). Depuis la reprise de la chaîne par TF1, certains programmes du groupe ont fait leur apparition, comme Grey's Anatomy, Le Destin de Lisa ou Friends, notamment.

### Émissions programmées
- Appels d'urgence
- Baby Boom (inédit et rediffusion)
- Chroniques criminelles[16]
- Cleaners : les experts du ménage
- Détox ta maison
- Familles nombreuses : la vie en XXL (rediffusion)
- Incroyables mariages gitans[17]
- La Villa
- Mamans & célèbres
- Petits plats en équilibre (rediffusion)
- Quatre mariages pour une lune de miel
- Secret Story (saison 12, rediffusions des quotidiennes et diffusions de l’After Secret)
- Star Academy (depuis la saison 10, rediffusions des quotidiennes)
- Super Nanny
- Tattoo Cover : sauveurs de tatouages

### Sport
Football (commentaire : Grégoire Margotton et Bixente Lizarazu, d'autres duos existent comme Julien Brun et Youri Djorkaeff ou Sabrina Delannoy
Il s'agit des autres pays car les équipes de france masculin ou féminine sont diffusées sur TF1 :
- certains matchs Ligue des nations de l'UEFA
- Matchs des sélections européennes de football dans différentes compétitions[source secondaire souhaitée]
- Matchs du Championnat d'Europe féminin de football. Matchs de qualification à la Coupe du monde de football zone UEFA et du Championnat d'Europe de football
- Handball (commentaire : Grégoire Margotton avec…)

### Jeunesse
Depuis le 8 Janvier 2024, en raison de la diffusion de la matinale Bonjour! sur TF1, TFOU est à partir de 7 h 00 du lundi au vendredi.
Le samedi matin des dessins animés japonais sont diffusées.

## Présentateurs
- Christophe Beaugrand (depuis 2011)[18] : Les bêtisiers et l'After Secret
- Lucie Mariotti (depuis 2015) : La villa des Cœurs Brisés
- Anaïs Grangerac (depuis 2021) : Clap, magazine culturel
- Karine Ferri (depuis 2017) : Chroniques criminelles
- Sylvie Jenaly (depuis 2013)[19]: Super Nanny
- Hélène Mannarino (depuis 2018) : Appels d'urgence et Incroyables mariages gitans
- Élodie Villemus (depuis 2022) : Quatre mariages pour une lune de miel et Détox ta maison
- Grégoire Margotton (depuis 2018) : commente les rencontres de football et handball

## Audience

### Mesure d'audience mensuelle
TFX est, en 2024, en 15e position des chaînes françaises.
|     |      | Janvier | Février | Mars   | Avril  | Mai     | Juin   | Juillet | Août    | Septembre | Octobre | Novembre | Décembre | Moyenne annuelle |
| --- | ---- | ------- | ------- | ------ | ------ | ------- | ------ | ------- | ------- | --------- | ------- | -------- | -------- | ---------------- |
| NT1 | 2005 |         |         |        |        |         |        |         |         |           |         |          |          |                  |
| NT1 | 2006 |         |         |        |        |         |        |         |         |           |         |          |          |                  |
| NT1 | 2007 |         |         |        |        | 0,5 %** | 0,6 %  | 0,5 %** | 0,5 %** | 0,7 %     | 0,6 %   | 0,8 %    | 0,8 %    | 0,6 %**          |
| NT1 | 2008 | 0,9 %   | 1,1 %   | 1,1 %  | 1,1 %  | 1,2 %   | 1,0 %  | 1,0 %   | 0,9 %   | 0,9 %     | 1,0 %   | 1,1 %    | 1,2 %    | 1,0 %            |
| NT1 | 2009 | 1,1 %   | 1,3 %   | 1,3 %  | 1,3 %  | 1,4 %   | 1,5 %  | 1,4 %   | 1,3 %   | 1,5 %     | 1,5 %   | 1,5 %    | 1,6 %    | 1,4 %            |
| NT1 | 2010 | 1,6 %   | 1,6 %   | 1,6 %  | 1,6 %  | 1,6 %   | 1,5 %  | 1,4 %   | 1,6 %   | 1,5 %     | 1,5 %   | 1,7 %    | 1,5 %    | 1,6 %            |
| NT1 | 2011 | 1,7 %   | 1,6 %   | 1,6 %  | 1,9 %  | 2,0 %   | 2,0 %  | 1,8 %   | 1,9 %   | 1,9 %     | 1,9 %   | 1,9 %    | 2,1 %    | 1,9 %            |
| NT1 | 2012 | 2,0 %   | 2,1 %   | 2,3 %  | 2,2 %  | 2,1 %   | 2,1 %  | 2,3 %   | 2,4 %*  | 2,1 %     | 2,0 %   | 2,0 %    | 2,1 %    | 2,1 %*           |
| NT1 | 2013 | 2,1 %   | 2,2 %   | 2,2 %  | 2,0 %  | 2,0 %   | 1,9 %  | 1,9 %   | 2,1 %   | 2,0 %     | 2,0 %   | 2,0 %    | 2,2 %    | 2,0 %            |
| NT1 | 2014 | 2,0 %   | 1,8 %   | 1,8 %  | 1,9 %  | 2,0 %   | 1,6 %  | 1,8 %   | 1,7 %   | 1,7 %     | 1,9 %   | 1,7 %    | 1,8 %    | 1,8 %            |
| NT1 | 2015 | 1,7 %   | 1,8 %   | 1,9 %  | 2,1 %  | 2,2 %   | 2,1 %  | 1,9 %   | 2,0 %   | 2,1 %     | 2,1 %   | 1,8 %    | 1,9 %    | 2,0 %            |
| NT1 | 2016 | 1,8 %   | 1,8 %   | 1,8 %  | 1,8 %  | 2,0 %   | 1,8 %  | 1,6 %   | 1,6 %   | 2,4 %     | 2,3 %   | 2,1 %    | 2,0 %    | 1,9 %            |
| NT1 | 2017 | 2,1 %   | 2,0 %   | 1,9 %  | 1,9 %  | 1,9 %   | 2,1 %  | 1,9 %   | 2,0 %   | 1,8 %     | 1,8 %   | 2,0 %    | 2,0 %    | 2,0 %            |
| TFX | 2018 | 2,0 %   | 2,0 %   | 1,9 %  | 1,9 %  | 1,8 %,  | 1,8 %, | 1,8 %,  | 2,0 %   | 1,9 %     | 1,7 %   | 1,8 %    | 1,9 %    | 1,9 %            |
| TFX | 2019 | 1,9 %   | 1,9 %   | 1,7 %  | 1,6 %  | 1,7 %   | 1,8 %  | 1,6 %   | 1,8 %   | 1,7 %     | 1,8 %   | 1,7 %    | 1,7 %    | 1,8 %            |
| TFX | 2020 | 1,8 %,  | 1,8 %,  | 1,5 %  | 1,6 %  | 1,7 %   | 1,8 %  | 1,7 %   | 1,6 %,  | 1,6 %,    | 1,6 %,  | 1,5 %    | 1,7 %    | 1,6 %            |
| TFX | 2021 | 1,5 %,  | 1,5 %,  | 1,6 %, | 1,6 %, | 1,5 %,  | 1,5 %, | 1,4 %,  | 1,4 %,  | 1,3 %     | 1,5 %,  | 1,5 %,   | 1,7 %    | 1,5 %            |
| TFX | 2022 | 1,5 %   | 1,6 %   | 1,5 %, | 1,5 %, | 1,6 %,  | 1,6 %, | 1,6 %,  | 1,6 %,  | 1,4 %,    | 1,4 %,  | 1,5 %,   | 1,5 %,   | 1,5 %            |
| TFX | 2023 | 1,6 %   | 1,5 %,  | 1,5 %, | 1,5 %, | 1,5 %,  | 1,5 %, | 1,6 %   | 1,7 %   | 1,4 %,    | 1,4 %,  | 1,6 %    | 1,7 %    | 1,5 %            |
| TFX | 2024 | 1,7 %,  | 1,7 %,  | 1,7 %, | 1,7 %, | 1,7 %,  | 1,7 %, | 1,6 %   | 1,5 %   | 1,6 %,    | 1,6 %,  | 1,6 %,   | 1,7 %    | 1,7 %            |
| TFX | 2025 | 1,6 %,  | 1,6 %,  | 1,7 %  | 1,8 %  | 1,7%    | 1,9%   | 2,0%    |         |           |         |          |          |                  |

Légende :

* : maximum historique.
** : minimum historique.
Meilleur score mensuel de l'année.
Moins bon score mensuel de l'année.

### Records d'audience
| N° | Date              | Programme                                                        | Genre | Téléspectateurs | Part d'audience |
| -- | ----------------- | ---------------------------------------------------------------- | ----- | --------------- | --------------- |
| 1  | 19 avril 2012     | La Mort dans la peau                                             | Film  | 1 814 000       | 7 %             |
| 2  | 5 janvier 2012    | Phénomènes                                                       | Film  | 1 721 000       | 6,3 %           |
| 3  | 17 mai 2016       | Men in Black 3                                                   | Film  | 1 687 000       | 7,1 %           |
| 4  | 15 mai 2014       | X-Men Origins: Wolverine                                         | Film  | 1 520 000       | 6,4 %           |
| 5  | 5 mai 2011        | Shooter, tireur d'élite                                          | Film  | 1 500 000       | 6,3 %           |
| 6  | 2 mai 2013        | X-Men : L'Affrontement final                                     | Film  | 1 500 000       | 6,0 %           |
| 7  | 6 février 2013    | Sœur Thérèse.com                                                 | Série | 1 490 000       | 6,0 %           |
| 8  | 9 février 2012    | Shooter, tireur d'élite                                          | Film  | 1 472 000       | 5,8 %           |
| 9  | 29 avril 2015     | Men in Black 3                                                   | Film  | 1 460 000       | 6,3 %           |
| 10 | 1er juillet 2014  | Dragons                                                          | Film  | 1 455 000       | 6,2 %           |
| 11 | 20 octobre 2015   | Hôtel Transylvanie                                               | Film  | 1 440 000       | 5,6 %           |
| 12 | 11 juin 2015      | Jurassic Park 3                                                  | Film  | 1 430 000       | 6,2 %           |
| 13 | 9 mai 2013        | X-Men Origins: Wolverine                                         | Film  | 1 430 000       | 6,0 %           |
| 14 | 2 avril 2015      | Fast and Furious 5                                               | Film  | 1 410 000       | 5,9 %           |
| 15 | 14 février 2013   | Le Transporteur                                                  | Film  | 1 390 000       | 6,0 %           |
| 16 | 6 octobre 2021    | Demi-finale de la Ligue des nations de l'UEFA : Italie / Espagne | Sport | 1 372 000       | 6,6 %           |
| 17 | 4 juillet 2012    | Sœur Thérèse.com                                                 | Série | 1 369 000       | 5,7 %           |
| 18 | 13 décembre 2011  | Nos voisins, les hommes                                          | Film  | 1 367 000       | 5,0 %           |
| 19 | 12 janvier 2017   | La Mort dans la peau                                             | Film  | 1 364 000       | 5,7 %           |
| 20 | 1er décembre 2011 | Demolition Man                                                   | Film  | 1 313 000       | 5,1 %           |

## Diffusion

### France
Depuis le 10 novembre 2010, NT1 est diffusée au format 16/9 et sur certains programmes en 4/3 d'origine. Depuis le 19 mai 2015, la chaîne dispose de sa version en haute définition qui émet par satellite (sur le bouquet Fransat) et depuis le 30 septembre 2015, est aussi disponible sur l'offre Freebox TV avant sa généralisation sur les différentes offres de télévision IP.
- Diffusion satellite

Depuis Octobre 2022, TFX, ainsi que les chaines gratuites de la TNT du groupe TF1 sont accessibles gratuitement en free to air, via le satellite Astra 1. Cette diffusion fait suite à une interruption momentanée de la diffusion en cryptée auprès des abonnés Canal+ et TNTSAT, à la suite d'un différend commercial. Toutefois, malgré la reprise des émissions en crypté au sein des bouquets Canal+ et TNTSAT, cette diffusion en free to air continue. La diffusion de TFX est donc assurée gratuitement dans la quasi-totalité de l'Europe Continentale.
- Diffusion câble

- Diffusion xDSL

Tous les réseaux xDSL : canal 11.

### Suisse
Depuis le 21 août 2013, NT1 émet un programme identique à destination de la Suisse via satellite, sous le nom de « NT1 Suisse ». Seules les pages publicitaires sont adaptées au marché suisse. Bien que conventionnée en France par le CSA, la chaîne doit se soumettre aux dispositions françaises et suisses réglementant la publicité télévisée.
NT1 Suisse est devenu TFX Suisse.

### Belgique
TFX est diffusée en Belgique via les opérateurs Télésat (canal 26), TV Vlaanderen et via Telenet depuis le 1er mars 2021, ainsi qu’avec sa filiale Base.